# Say It Loud - I'm Black and I'm Proud
Say It Loud - I'm Black and I'm Proud är ett album av James Brown släppt 1969. Titelspårets kombination av politik och svängig funk var en av Browns största pophits. "Licking Stick-Licking Stick" blev en topp-20-singel på billboardlistan. De två nämnda låtarna är de som är mest funk på albumet, resten drar mer åt soul.

## Låtar på albumet
1. "Say It Loud (I'm Black and I'm Proud)", Parts 1 & 2  (Brown/Ellis) - 4:46
2. "I Guess I'll Have to Cry, Cry, Cry"  (Brown) - 3:33
3. "Goodbye My Love", Parts 1 & 2  (Brown) - 5:31
4. "Shades of Brown"  (Hobgood) - 2:45
5. "Licking Stick-Licking Stick"  (Brown/Byrd/Ellis) - 2:52
6. "I Love You"  (Brown/Kellum/Stubblefield) - 3:33
7. "Then You Can Tell Me Goodbye"  (Loudermilk) - 3:52
8. "Let Them Talk"  (Thompson) - 4:01
9. "Maybe I'll Understand"  (Brown/Hobgood) - 3:17
10. "I'll Lose My Mind"  (Brown/Byrd/Hobgood) - 2:44